# Congret
Un congret, (sovint en plural congrets) és un pastisset dolç de pasta seca feta de farina, sucre i ous, de forma oblonga i consistència blana, en certes regions aromatitzat amb licor d'anís o de cassalla. Són típics de moltes regions dels Països Catalans, de les comarques xurres com també el Camp de Túria i dels Balears.
L'escriptor mallorquí Miquel Colom Mateu li va dedicar el poema El Congret al seu recull Darrers Batecs (1985). El primer quartet diu:
| « | Desconec la recepta del congret pastís d'una sabor incitant i fina, que amb un vas d'aigua fresca si es combina a un mateix temps mitiga fam i set. | » |